# Underclass Hero
Underclass Hero peti je studijski album kanadskog punk rock sastava Sum 41. Prvi je album bez gitarista Davea Baksha. Album je objavljen 22. srpnja 2007. godine.

## Popis pjesama
1. "Underclass Hero"
2. "Walking Disaster"
3. "Speak of the Devil"
4. "Dear Father"
5. "Count Your Last Blessings"
6. "Ma Poubelle"
7. "March of the Dogs"
8. "The Jester"
9. "With Me"
10. "Pull the Curtain"
11. "King of Contradiction"
12. "Best of Me"
13. "Confusion and Frustration in Modern Times"
14. "So Long Goodbye"
15. "Look at Me"

## Osoblje
Sum 41
- Deryck Whibley - gitara, glavni vokal, piano/klavijature, producent
- Cone McCaslin - bas-gitara, prateći vokal
- Steve Jocz - bubnjevi, prateći vokal

Ostalo osoblje
- Robb Dipple - fotografija
- GIA -dizajn